# エーテル (Lily Chou-Chouの曲)
「エーテル」は、Lily Chou-Chouの3作目のシングル。

## 概要
Lily Chou-Chouは2010年11月5日に突如活動再開が告知されたが、その再開後の初出シングルとなる。配信限定である（itunes・mobile）。
なお、公式YoutubeアカウントでもPVが公開された。PV制作に森千裕が参加。

## 収録曲
1. エーテル